# ام‌الغزلان (شادگان)
ام‌الغزلان (شادگان)، روستایی از توابع بخش مرکزی شهرستان شادگان در استان خوزستان ایران است.

## جمعیت
این روستا در دهستان دارخوین قرار دارد و براساس سرشماری مرکز آمار ایران در سال ۱۳۸۵، جمعیت آن ۸۷۲ نفر (۱۲۱خانوار) بوده‌است.